# Foot Ball Club Spezia 1906 1985-1986
Questa voce raccoglie le informazioni riguardanti il Foot Ball Club Spezia 1906 nelle competizioni ufficiali della stagione 1985-1986.

## Stagione

Sergio Borgo

Nella stagione 1985-1986 lo Spezia disputa il girone A del campionato di Serie C2: con 43 punti ottiene il secondo posto e sale in Serie C1.
Dopo la delusione dell'anno precedente, con una salvezza raggiunta solo per differenza reti, in questa stagione arriva la gioia della promozione. In tutto ciò, emblematica è la situazione societaria: dopo l'abbandono del trio formato da Giaquinto, De Luca e Belli, c'è il passaggio nelle mani di Pietro Rossetto, che però a fine settembre finisce agli arresti, portando la società al fallimento. Il titolo sportivo viene ereditato dal nuovo A.C. Spezia retto da un comitato di reggenza composto dal dottor Renato Caruso, dall'avvocato Stefano De Ferrari e da Luciano Razzuoli.
Sul piano sportivo, la guida tecnica viene affidata allo spezzino Sergio Carpanesi coadiuvato da Sergio Curletto, un diesse anch'egli spezzino, che assemblano un gruppo unito e vincente, composto da tanti ragazzi di valore come Andrea Telesio, autore di 15 reti, il portiere-saracinesca Mauro Marchisio, il capitano Sergio Borgo, Giuseppe Pillon e Sergio Ferretti, che segna 8 reti,.
Nella Coppa Italia di Serie C gli aquilotti si fermano alla fase eliminatoria a gironi, chiudendo all'ultimo posto il proprio raggruppamento, dietro a Massese, Carrarese ed Entella.

## Rosa
| N. |                   | Ruolo | Calciatore        |
| -- | ----------------- | ----- | ----------------- |
|    | Italia (bandiera) | A     | Giuseppe Bandoni  |
|    | Italia (bandiera) | D     | Luciano Battiston |
|    | Italia (bandiera) | D     | Alberto Boggio    |
|    | Italia (bandiera) | C     | Sergio Borgo      |
|    | Italia (bandiera) | D     | Mirco Brilli      |
|    | Italia (bandiera) | A     | Cesare Carmassi   |
|    | Italia (bandiera) | D     | Rosangelo Colombo |
|    | Italia (bandiera) | C     | Renato Dainese    |
|    | Italia (bandiera) | C     | Francesco Fazio   |
|    | Italia (bandiera) | C     | Sergio Ferretti   |

| N. |                   | Ruolo | Calciatore       |
| -- | ----------------- | ----- | ---------------- |
|    | Italia (bandiera) | C     | Luca Gavazzo     |
|    | Italia (bandiera) | P     | Mauro Marchisio  |
|    | Italia (bandiera) | D     | Adriano Nicora   |
|    | Italia (bandiera) | C     | Giulio Palazzese |
|    | Italia (bandiera) | C     | Giuseppe Pillon  |
|    | Italia (bandiera) | A     | Marcello Pitino  |
|    | Italia (bandiera) | C     | Michele Ricci    |
|    | Italia (bandiera) | A     | Domenico Romeo   |
|    | Italia (bandiera) | A     | Marco Tarasconi  |
|    | Italia (bandiera) | A     | Andrea Telesio   |

## Risultati

### Serie C2

#### Girone di andata
| Arbitro: | Alfonso |

|  |           |            |
|  | Marcatori | 77’ Pillon |

| La Spezia 29 settembre 1985 2ª giornata | Spezia        | 0 – 0 | Torres | Stadio Alberto Picco\| Arbitro: \| Forte (Aosta) \| |
| Arbitro:                                | Forte (Aosta) |       |        |                                                     |

| Arbitro: | Arcovito (Messina) |

|                      |           |  |
| Pitino 26’, 58’, 73’ | Marcatori |  |

| Pontedera 13 ottobre 1985 4ª giornata | Pontedera                   | 0 – 0 | Spezia | Stadio Comunale\| Arbitro: \| Magliulo (Torre Annunziata) \| |
| Arbitro:                              | Magliulo (Torre Annunziata) |       |        |                                                              |

| La Spezia 20 ottobre 1985 5ª giornata | Spezia             | 0 – 0 | Alessandria | Stadio Alberto Picco\| Arbitro: \| Mazzetti (Firenze) \| |
| Arbitro:                              | Mazzetti (Firenze) |       |             |                                                          |

| Arbitro: | Trentalange (Torino) |

|               |           |           |
| Antonucci 68’ | Marcatori | 8’ Pitino |

| Arbitro: | Limone (Torino) |

|                         |           |  |
| Dainese 30’ Telesio 83’ | Marcatori |  |

| Arbitro: | Scaramuzza (Mestre) |

|                                     |           |           |
| Telesio 5’, 15’ Ferretti 47’ (rig.) | Marcatori | 10’ Picco |

| Arbitro: | Schiavon (Padova) |

|  |           |               |
|  | Marcatori | 85’ Tarasconi |

| Arbitro: | Lattuada (Legnano) |

|                                    |           |                        |
| Ferretti 3’, 36’ (rig.) Brilli 14’ | Marcatori | 30’ Di Rosa 57’ Cesaro |

| Arbitro: | Stafoggia (Pesaro) |

|                                  |           |                          |
| Gabriellini 14’ M. Donatelli 61’ | Marcatori | 75’ Telesio 77’ Ferretti |

| Arbitro: | Ingargiola (Marsala) |

|                  |           |  |
| Telesio 15’, 24’ | Marcatori |  |

| Arbitro: | Dal Forno (Ivrea) |

|                         |           |             |
| Corradi 34’ Tretter 60’ | Marcatori | 62’ Telesio |

| Arbitro: | Merlino (Torre del Greco) |

|             |           |  |
| Telesio 29’ | Marcatori |  |

| Massa 5 gennaio 1986 15ª giornata | Massese          | 0 – 0 | Spezia | Stadio degli Oliveti\| Arbitro: \| Da Ros (Treviso) \| |
| Arbitro:                          | Da Ros (Treviso) |       |        |                                                        |

| Arbitro: | Bonazza (Monfalcone) |

|                         |           |  |
| Dainese 30’ Telesio 83’ | Marcatori |  |

| Arbitro: | Felicani (Bologna) |

|              |           |             |
| Di Prete 36’ | Marcatori | 41’ Telesio |

#### Girone di ritorno
| Arbitro: | Lattuada (Legnano) |

|              |           |               |
| Ferretti 14’ | Marcatori | 74’ Prevedini |

| Arbitro: | Ceccarini (Livorno) |

|           |           |             |
| Folli 24’ | Marcatori | 66’ Telesio |

| Arbitro: | Quartuccio (Torre Annunziata) |

|                |           |              |
| Barlassina 43’ | Marcatori | 81’ Ferretti |

| Arbitro: | Scalcione (Matera) |

|  |           |              |
|  | Marcatori | 20’ Cavaglià |

| Arbitro: | Scaramuzza (Mestre) |

|                            |           |           |
| Torti 1’ Brilli 86’ (aut.) | Marcatori | 50’ Fazio |

| Arbitro: | Pomentale (Bologna) |

|            |           |                |
| Brilli 75’ | Marcatori | 52’ D'Agostino |

| Carbonia 9 marzo 1986 24ª giornata | Carbonia             | 0 – 0 | Spezia | Stadio Carlo Zoboli\| Arbitro: \| Trentalange (Torino) \| |
| Arbitro:                           | Trentalange (Torino) |       |        |                                                           |

| Arbitro: | Piana (Modena) |

|                           |           |  |
| Andreoni 36’ P. Rossi 74’ | Marcatori |  |

| Arbitro: | Bellotti (Saronno) |

|                        |           |            |
| Dainese 5’ Telesio 60’ | Marcatori | 21’ Fracas |

| Civitavecchia 6 aprile 1986 27ª giornata | Civitavecchia      | 0 – 0 | Spezia | Stadio Giovanni Maria Fattori\| Arbitro: \| Stafoggia (Pesaro) \| |
| Arbitro:                                 | Stafoggia (Pesaro) |       |        |                                                                   |

| La Spezia 13 aprile 1986 28ª giornata | Spezia            | 0 – 0 | Lucchese | Stadio Alberto Picco\| Arbitro: \| Schiavon (Padova) \| |
| Arbitro:                              | Schiavon (Padova) |       |          |                                                         |

| Arbitro: | Isola (Parma) |

|                          |           |                                |
| Scotini 33’ Cardillo 52’ | Marcatori | 13’ Telesio 50’, 54’ Tarasconi |

| Arbitro: | Quartuccio (Torre Annunziata) |

|             |           |  |
| Telesio 74’ | Marcatori |  |

| Sorso 11 maggio 1986 31ª giornata | Sorso            | 0 – 0 | Spezia | Stadio La Piramide\| Arbitro: \| Da Ros (Treviso) \| |
| Arbitro:                          | Da Ros (Treviso) |       |        |                                                      |

| La Spezia 18 maggio 1986 32ª giornata | Spezia            | 0 – 0 | Massese | Stadio Alberto Picco\| Arbitro: \| Caprini (Perugia) \| |
| Arbitro:                              | Caprini (Perugia) |       |         |                                                         |

| Montevarchi 25 maggio 1986 33ª giornata | Montevarchi        | 0 – 0 | Spezia | Stadio Gastone Brilli Peri\| Arbitro: \| Stafoggia (Pesaro) \| |
| Arbitro:                                | Stafoggia (Pesaro) |       |        |                                                                |

| Arbitro: | Di Cola (Avezzano) |

|                          |           |                         |
| Telesio 25’ Ferretti 60’ | Marcatori | 24’, 50’ (rig.) Pinelli |

### Coppa Italia Serie C

#### Primo turno
| Arbitro: | Caprini (Perugia) |

|                          |           |            |
| Brilli 40’ Tarasconi 73’ | Marcatori | 87’ Zerbio |

| La Spezia 25 agosto 1985 2ª giornata | Spezia             | 0 – 0 | Entella Bacezza | Stadio Alberto Picco\| Arbitro: \| Bellotti (Saronno) \| |
| Arbitro:                             | Bellotti (Saronno) |       |                 |                                                          |

| Arbitro: | Frattin (Castelfranco Veneto) |

|             |           |  |
| Luccini 31’ | Marcatori |  |

| Arbitro: | Isola (Parma) |

|                                  |           |  |
| P. Mariani 27’ (rig.) Zerbio 51’ | Marcatori |  |

| Arbitro: | Guidi (Bologna) |

|                             |           |  |
| Antonucci 18’ Spalletti 26’ | Marcatori |  |

| Arbitro: | Manfredini (Modena) |

|  |           |             |
|  | Marcatori | 58’ Luccini |